# I liga polska w hokeju na lodzie (1969/1970)
15. sezon I ligi polskiej w hokeju na lodzie rozegrany został na przełomie 1969 i 1970 roku. Był to 34. sezon rozgrywek o Mistrzostwo Polski w hokeju na lodzie. 
Rozgrywki zainaugurowano 4 października 1969. Sezon był rozgrywany w formacie czterorundowym systemem każdy z każdym, po czym cztery pierwsze zespoły miały walczyć o tytuł mistrzowski. Mistrzem Polski został zespół GKS-u Katowice. Był to szósty tytuł mistrzowski w historii klubu.
Po raz pierwszy w Polskich rozgrywkach hokejowych został wprowadzony analogicznie system czterorundowy w I lidze, II lidze, lidze okręgowej i w lidze juniorskiej.

## Tabela
| Lp. | Zespół            | M  | Pkt | W | R | P | G+  | G−  | +/− |
| --- | ----------------- | -- | --- | - | - | - | --- | --- | --- |
| 1   | GKS Katowice      | 36 | 50  |   |   |   | 130 | 74  | +56 |
| 2   | Podhale Nowy Targ | 36 | 48  |   |   |   | 165 | 99  | +66 |
| 3   | Baildon Katowice  | 36 | 44  |   |   |   | 186 | 98  | +88 |
| 4   | ŁKS Łódź          | 36 | 43  |   |   |   | 142 | 109 | +33 |
| 5   | Legia Warszawa    | 38 | 38  |   |   |   | 120 | 128 | -8  |
| 6   | Naprzód Janów     | 36 | 36  |   |   |   | 130 | 152 | -22 |
| 7   | Polonia Bydgoszcz | 36 | 31  |   |   |   | 159 | 181 | -22 |
| 8   | Pomorzanin Toruń  | 36 | 26  |   |   |   | 128 | 159 | -31 |
| 9   | Górnik Murcki     | 36 | 26  |   |   |   | 118 | 179 | -61 |
| 10  | Cracovia          | 36 | 20  |   |   |   | 104 | 199 | -95 |

## Skład Mistrza Polski
GKS Katowice: Tkacz, Białoń, Sitko, M.Lebek, Modzelewski, Jajszczok, Przyklenk, Borowski, K.Fonfara, A.Fonfara, Olesiński, Gabriel, Wilczek, Kretek, Strzelecki, Wróbel III, Malicki, Reguła, Krzoska, Siemiński, Hartman